# Susanne Breuning
Susanne Breuning (født 26. maj 1952) er en dansk skuespiller, sanger og danser.
Hun er autodidakt og debuterede i en lille rolle som korpige i musicalen Annie Get your Gun i 1967. Sidenhen har hun især spillet musikalske forestillinger, og hun har medvirket i sammenlagt 27 musicals, herunder Chicago og Guys and Dolls, begge opført på Aarhus Teater. Hun har også spillet revy i blandt andet Tivoli Revyen. Dertil kommer, at hun har været koreograf på blandt andet forestillingerne Kielgasten og West Side Story. I de senere år har hun høstet stor succes med egen forestillinger om Marlene Dietrich, (turne igennem flere år), og Bodil Steen. Susanne Breuning har også indspillet plader og fungeret som instruktør på masser af forskellige forestillinger, bl.a. det store show om Four Jacks i Tivoli.
Hun er datter af skuespillerinden Jytte Breuning Pheiffer og hendes stedfar var Knud Pheiffer. Hun har i en periode dannet par med kollegaen Kurt Ravn.
I 1994 udgav hun bogen Lille Peter Edderkop under forlaget borgen, skrevet af Knud Pheiffer, med tegning af Bjørn Frank Jensen.

## Filmografi

### Film
| År   | Titel                            | Rolle | Noter |
| ---- | -------------------------------- | ----- | ----- |
| 1971 | Guld til præriens skrappe drenge |       |       |
| 1972 | Takt og tone i himmelsengen      |       |       |
| 1973 | Solstik på badehotellet          |       |       |
| 1974 | I Tyrens tegn                    |       |       |
| 1975 | I Tvillingernes tegn             |       |       |
| 1975 | Bejleren - en jysk røverhistorie |       |       |
| 1978 | Vinterbørn                       |       |       |
| 1980 | Attentat                         |       |       |
| 1988 | Mord i Paradis                   |       |       |
| 2004 | Kongekabale                      |       |       |
| 2004 | Villa Paranoia                   |       |       |
| 2012 | Modig                            |       |       |

### Tv-serier
| År   | Titel           | Rolle            | Noter           |
| ---- | --------------- | ---------------- | --------------- |
| 1992 | Gøngehøvdingen  | den Sorte Dame   |                 |
| 2000 | Jul på Kronborg | finansministeren | DR-julekalender |
| 2002 | Sailor Moon     | Sailor Uranus    |                 |